# Apoholna kiselina
Apoholna kiselina je nezasićena želudačna kiselina koji ja prvi put bila okarakterisana tokom 1920-tih.
Soli i estri apoholne kiseline su poznati kao apoholati.
a